# Мовсес Каганкатваці
Мовсес Каганкатваці (вірм. Մովսես Կաղանկատվացի, Мойсей Каланкатуйський, Мовсес Каланкатуаці);— вірменський історик VII століття, автор «Історії держави Алуанк» — компілятивного твору, присвяченого середньовічній історії Кавказької Албанії. Ряд істориків, не заперечуючи його належності до вірменської літературної школи та історіографії, називають його, як автора історії Албанії, а також істориком Албанії (албанським істориком). Концепція азербайджанських істориків, згідно з якою Каганкатваці належить не вірменській, а окремо албанській літературній та історіографічній традиції, критикується. Етнічне походження Мовсеса невідоме. Висловлюються припущення про його албанське (утійське) або вірменське походження.
Твір було продовжено в X столітті Мовсес Дасхуранці.

## Біографія
Біографічних даних не збереглося. З повідомлення самого Мовсеса Каганкатваці відомо, що він був уродженцем області Утік, села Каланкатуйк, від назви якого і походить його ім'я. Як зазначає історик Арсен Шагінян, питання етнічної приналежності автора залишається спірним. Думки про неоднозначність походження Каганкатваці дотримується також, наприклад, в одній зі своїх праць радянський історик Камілла Тревер, що не заперечує при цьому ні приналежності Мовсеса до вірменської історіографії, ні його можливого вірменського походження. В іншій своїй роботі Тревер схиляється до версії про албанське походження Каганкатваці. На думку російського історика Алікбера Алікберова, для культури середньовіччя було важливим не те, якою мовою написано твір, а звідки родом був його автор, в даному випадку Каганкатваці. Ряд ознак в його твір дозволяє припустити, що Мовсес Каганкатваці вважав себе в більшій мірі албанцем або утійцем. Манандян Яків Амазаспович, опираючись на ранній рукопис 1289 року із Ечміадзина, називав його Мойсеєм Утійським.
Мав, мабуть, церковну освіту. Згадки про Мовсеса Каганкатваці зустрічаються у вірменських істориків XII—XIV століть, таких як Мхітар Анеці, Кіракос Гандзакаці і Мхітар Айріванеці.
Кіракос Гандзкеці "Історія Вірменії", ХІІІ століття:
|  | "Історіографи вірменського народу теж залишили безліч праць. Наприклад, чудовий і проникливий Агатангелос … І вардапет Товма, історіограф будинку Арцрунідов. І Шапух Багратуні. І владика Іованнес, католікос вірмен. І Мовсес Каганкатваци, історіограф Агванка ". |

## Історія країни Алуанк

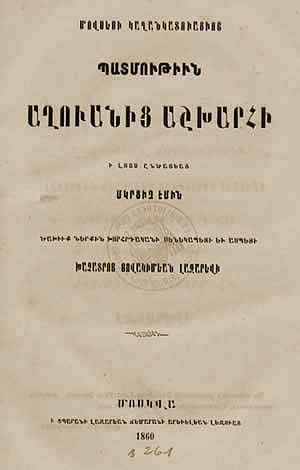
Перше видання оригіналу «Історії держави Алуанк», 1860 рік

Пам'ятник регіональної вірменської історіографії. На думку А. П. Новосельцева, робота є частиною давньовірменської літератури, але, оскільки праця присвячений Кавказькій Албанії, його потрібно зараховувати і до пам'ятників албанської історіографії, хоча визначити його зв'язок з повністю зниклою літературою албанською мовою вкрай важко. Оскільки до VII ст. значна частина населення області Утік було вірменізована, свою роботу Каганкатваці міг написати тільки старовірменською мовою. Згідно Р. Томсона, ця робота має велике значення як рідкісне свідчення історії, яка не належить до вірменського народу, але написана вірменською мовою. Аналіз мови автора, його рими і стилю, дозволив деяким дослідникам зробити висновок, що III книга була цілком написана не Мовсесом з Каланкатуйка, а іншою особою, яка жила на кілька століть пізніше. Цим пояснюється, чому в книзі повністю відсутні відомості, які стосуються подій IX століття, а також той факт, що автор посилається на вірменських істориків V—VII століть Фавстоса Бузанда, Агафангела, Єгіше, Мовсеса Хоренаці, Авраама Маміконяна і Петроса Сюнеці і при цьому ні разу не згадує жодного вірменського автора, який писав про Албанію в VII—X століттях (Іоанн Маміконян, Шапух Багратуні, Ованес Драсханакертці, Себеос, Товма Арцруні). Його літературні моделі, очевидно, Мовсес Хоренаці і Агафангел. Мовсеса Хоренаці він називає «батьком нашої літератури». Виходячи з того, що Мовсес говорить про події VII століття як очевидець, дослідники відносять час його життя до VII сторіччя. Інші дослідники, серед яких К. Патканов , М. Абегян, вважають, що Мовсес Каганкатваці жив в X столітті і написав самостійно тільки III книгу «Історії держави Алуанк», а в I і II книзі він переказав події VII століття, грунтуючись на відомостях, запозичених у Мовсеса Хоренаці, Єгіше, з вірменської житійної літератури, послань і канонів.
Праця іноді повністю приписується Мовсесу Дасхуранці.
Вперше в російському перекладі «Історія країни Алуанк» вийшла в 1861 році під назвою «Історія агван» в перекладі вірменського історика Керопа Патканова. На думку С. Ш. Смбатяна, який видав новий переклад в 1983 році, Патканов перетворив топонімічну назву країни Алуанк (вірм. Աղուանք в етнонім агван.

## Критика
В. О. Шнірельман зазначає, що з другої половини XX століття азербайджанськими істориками проводиться «заміна ідентичності» діячів Кавказької Албанії, в тому числі і Каганкатваці, який з вірменського історика перетворюється в «албанського історика Мойсея Каланкатуйського». Азербайджанські дослідники заперечують вірменську ідентичність Каганкатваці, а його «Історію» вважають споконвічно написану албанською, а потім перекладену на вірменську мову (див. Ревізіоністські концепції в азербайджанській історіографії). З цього приводу А. П. Новосельцев пише: 
 Однак твердження про існування албанського оригіналу праці Мовсеса Каланкатваці нічим не доведене. Так що ми маємо справу лише з старовірменським текстом цього джерела 
 Французький сходознавець Jean-Pierre Mahé також відзначає, що немає ніяких підстав вважати пам'ятник перекладом з місцевої мови. Американський історик K. Максудян зазначає що немає ніяких доказів того, що робота — це переклад з албанської мови.